# 生野の変
生野の変（いくののへん）は、幕末の文久3年（1863年）10月に但馬国生野（現在の兵庫県朝来市生野町）において尊皇攘夷派が挙兵した事件である。生野の乱、生野義挙とも言う。

## 背景

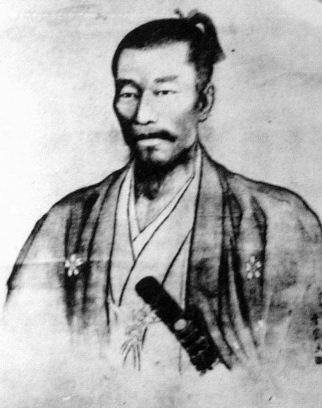
平野国臣

文久3年（1863年）8月、吉村寅太郎、松本奎堂、藤本鉄石ら尊攘派浪士の天誅組は孝明天皇の大和行幸の魁たらんと欲し、前侍従中山忠光を擁して大和国へ入り、8月17日に五条代官所を襲撃して挙兵した。代官所を占拠した天誅組は「御政府」を称して、五条天領を天朝直轄地と定めた（天誅組の変）。
天誅組の過激な行動を危惧した公卿三条実美は暴発を制止するべく、学習院出仕の平野国臣（福岡脱藩）を五条へ送った。
その直後の8月18日、政局は一変する。会津藩と薩摩藩が結んで孝明天皇を動かし、大和行幸の延期と長州藩の御門警護を解任してしまう（八月十八日の政変）。情勢が不利になった長州藩は京都を退去し、三条実美ら攘夷派公卿7人も追放された（七卿落ち）。
そのころ三田尻の招賢閣に、筑前の平野国臣と但馬の北垣晋太郎（但馬の青谿書院出身）が逗留し、但馬義兵を呼びかけていた。長州藩は自重したが、河上弥市（南八郎）は奇兵隊第2代総監の職を投げ打ち、隊士13人を引き連れて但馬へ向った（長州藩内の内紛である教法寺事件の責任のため、奇兵隊初代総監の高杉晋作は謹慎中であった。同じ大組士の家に生まれた河上は高杉の幼少のころからの親友であった）。
変事を知らない国臣は19日に五条に到着して天誅組首脳と会って意気投合するが、その直後に京で政局が一変してしまったことを知る。国臣は巻き返しを図るべく大和国を去った。
天誅組は十津川郷士を募兵して1000人余の兵力になるが、装備は貧弱なものだった。高取城攻略を図るが失敗し、9月に入って周辺諸藩からの討伐を受け、多勢に無勢で各地で敗退し、9月27日に壊滅した。
攘夷派公卿7人の一人、公卿澤宣嘉を主将とする一行は但馬に向かう途中、京・四条木屋町の具足屋大高又次郎のところで武器調達の為、京の旅籠花屋に宿泊していた。そこで、大和国から逃れてきた土佐の池内蔵太（後に海援隊士）に出会い、天誅組大和破陣の話を聞き及んだ但馬の進藤俊三郎（原六郎）らは、進藤俊三郎が京から播州へ行き、生野挙兵を目指す一行へ情報をもたらした。国臣と北垣晋太郎らは一旦挙兵を自重し再度の時期到来を待つべきと主張したが、結局は河上弥市（南八郎）らの挙兵強硬派の主張が勝り挙兵に至った。

## 挙兵

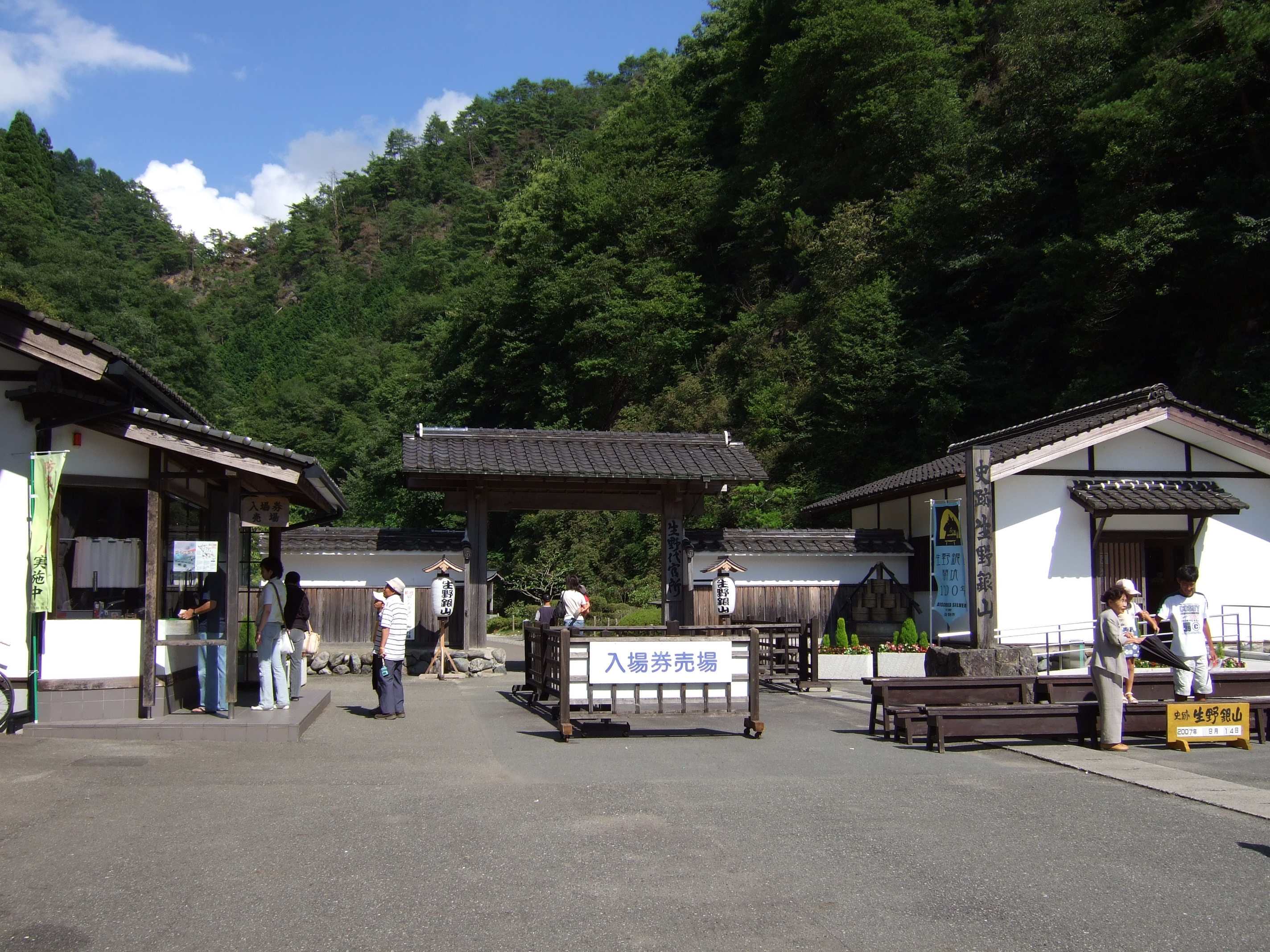
生野銀山

但馬国は小藩の豊岡藩、出石藩以外は天領が多くを占めていた。同国の生野銀山が有名だが、幕末の頃には産出量が減少し、山間部のこの土地の住民は困窮していた。生野天領では豪農の北垣晋太郎が農兵を募って海防にあたるべしとする「農兵論」を唱え、生野代官の川上猪太郎がこの動きに好意的なこともあって、攘夷の気風が強かった。薩摩脱藩の美玉三平（寺田屋騒動で逃亡）は北垣と連携し、農兵の組織化を図っていた。
国臣は長州藩士野村和作、鳥取藩士松田正人らとともに但馬で声望の高い北垣と結び、生野での挙兵を計画していた。但馬に入った国臣らは9月19日に豪農中島太郎兵衛の家で同志と会合を開き、10月10日をもって挙兵と定め、長州三田尻に保護されている攘夷派七卿の誰かを迎え、また武器弾薬を長州から提供させる手はずを決定する。
28日に国臣と北垣は長州三田尻に入り、七卿や藩主世子毛利定広を交えた会合を持ち、公卿澤宣嘉を主将に迎えることを決めた。国臣らは更に藩としての挙兵への同調を求めるが、藩首脳部は消極的だった。
10月2日、国臣と北垣は沢とともに三田尻を出立して船を用意し、河上弥市（南八郎）ら尊皇攘夷派浪士を加えた37人が出港した。10月8日に一行は播磨国に上陸、生野へ向かった。一行は11日に生野の手前の延応寺に本陣を置いた。この時点で大和の天誅組は壊滅しており、挙兵中止も議論され国臣は中止を主張するが、天誅組の復讐をすべしとの河上ら強硬派が勝ち、挙兵は決行されることになった。
陣容
- 総帥　　澤宣嘉
- 総帥御側役　田岡俊三郎　森源蔵
- 総督　　平野二郎　河上弥市（南八郎）
- 議衆　　戸原卯橘　横田友次郎　旭建
- 軍監　　川又左一郎　小河吉三郎
- 録事　　藤四郎
- 使番　　高橋甲太郎
- 節制方　中島太郎兵衛　美玉三平　多田弥太郎　堀六郎
- 周旋方　中條右京　太田六右衛門　太田悟一郎
- 農兵徴収方　黒田与市　長曾我部太七郎
- 兵糧方　小国謙蔵　小川愛之助　太田仁右衛門　等

播磨口の番所は彼らを穏便に通し、12日未明に生野に入った。生野代官所は彼らの動きを当然察知していたが、代官の川上猪太郎が出張中なこともあり、代官所を無抵抗で国臣らへ明け渡した。藩と違い、天領の代官所は広い地域を支配している割には軍備が手薄であり、天誅組の挙兵の際も五条代官所は40人程の浪士に占領されている。

## 壊滅
国臣、北垣らは「当役所」の名で澤宣嘉の告諭文を発して天領一帯に募兵を呼びかけ、かねてより北垣が「農兵論」を唱えていたこともあり、その日正午には2000人もの農民が生野の町に群集した。
天誅組の変の直後とあって、幕府側の動きは早く代官所留守から通報を受けるや豊岡藩、出石藩、姫路藩が動き、挙兵の翌13日には出石藩兵900人と姫路藩兵1000人が生野へ出動している。
諸藩の素早い動きに対して、浪士たちからは早くも解散が持ち上がった。強硬論の国臣、河上らに圧されて解散は思いとどまるが、13日夜に肝心の主将の澤宣嘉が解散派とともに本陣から脱出してしまった。集まった農民たちは動揺する。
　澤宣嘉は田岡俊三郎、高橋甲太郎、森源蔵らと脱出し四国伊予小松藩周辺に潜伏した後、長州に逃れる。脱出した机の上には次の一首が書き残されてあった。
山口村妙見山（岩州山）の妙見堂に布陣していた河上は生野の町で闘死しようとするが、騙されたと怒った農民たちが「偽浪士」と罵って彼らに襲いかかった。河上ら13人の浪士は妙見山麓（現朝来市山口・山口護国神社）に戻って自刃して果てる。
美玉三平と中島太郎兵衛は農民に襲撃され射殺された。国臣は兵を解散させると鳥取へ向かったが捕らえられ、京の六角獄舎へ送られた。その他の浪士たちも戦死してしまい、逃亡、捕縛された。
元治元年（1864年）7月の禁門の変の際に国臣は幕吏によって六角獄舎で殺害された。
生野での挙兵はあっけなく失敗したが、この挙兵は天誅組の挙兵とともに明治維新の導火線となったと評価されている。

## 生き残り
北垣、進藤俊三郎らは生き残り、幕府方の探索を逃れいったん因幡（鳥取藩）へ落ち延び、同年から文久4年（1864年）にかけて京、江戸の情勢を探るべく潜伏する。
生野の変の生き残り志士である彼らは、鳥取藩士たちにより、京では松田正人、江戸では河田左久馬、そして鳥取藩剣術指南役である北辰一刀流・桶町千葉道場の千葉重太郎に半年匿われる。このころ、坂本龍馬と懇意になっている（原六郎翁伝）。
さらに幕府方の探索が厳しくなり、海路、長州に逃れて晋作に会い、その紹介により長州の遊撃隊に所属し晋作に従い四境戦争に参加した。その後、彼らは鳥取藩に付属した丹波国桑田郡の志願農兵山国隊の指揮官として戊辰戦争を戦い抜いた。
北垣は維新後に京都府知事、北海道庁長官となった。
進藤俊三郎（原六郎）も生き残り、アメリカ・イギリスに留学し苦労の末、経済学・金融学を身につけ、帰国後、実業家となった。
総督・河上弥市の一門（再従兄弟）である山田顕義は明治25年（1892年）11月、弥市終焉の地の碑に参拝した後、生野銀山を視察中卒倒し死去した。くしくも、幕末期に活躍した一門のふたりが但馬に眠ることとなった。
朝廷に戻った沢宣嘉は九州鎮撫総督に任ぜられ九州諸藩を新政府に従わせるなど活躍し参与　長崎府知事に後に就任した。子孫は伯爵家となった。

## 史跡

### 山口護国神社

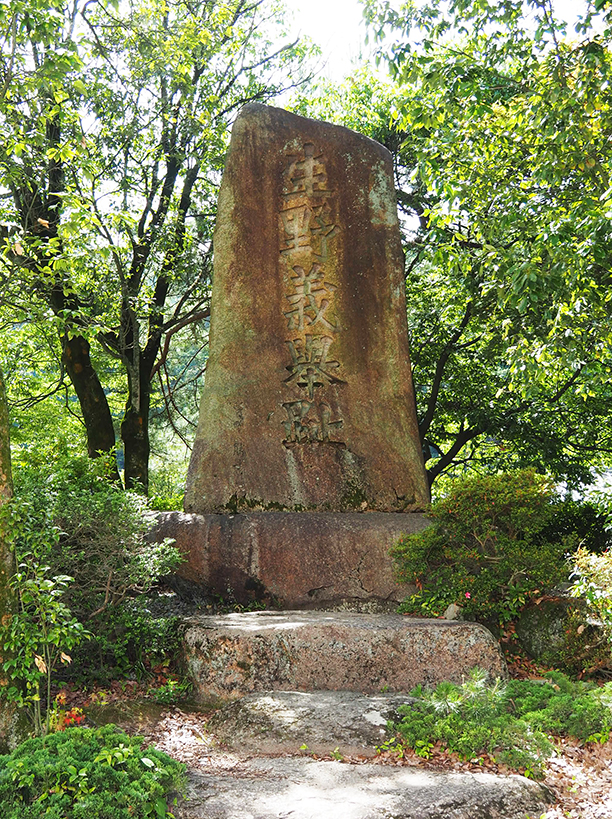
生野義挙趾碑

朝来市山口所在。生野の変で敗れ、自刃した長州の南八郎（旧名河上弥市、村田清風や山田顕義の一門）ら、幕末志士を祀るとともに、明治維新から昭和にいたるまでの地元戦没者を祀る。尊皇攘夷派の志士として生野の変に参加して生き残り、戊辰戦争を戦い、その後、明治財界の重鎮・実業家となった旧朝来町佐中出身の原六郎（進藤俊三郎）が神社（招魂社）建立のため多額の寄付をしたうえで、完成式に出席した。
「殉節忠士之墓」碑の揮毫は、山陰道鎮撫総督であった西園寺公望の書。南八郎らが自刃した旧朝来町山口の妙見山（別名：岩州山）の山麓に建っている。国道312号沿いにある。
- 「生野義挙の碑(生野義挙趾)」 - 朝来市生野町口銀谷。昭和15年、生野代官所跡地に建てられた。
- 「中島太郎兵衛・黒田與市郎顕彰碑」 - 朝来市和田山町高田。
- 「大川藤蔵殉難之地」碑 - 朝来市山内。大川藤蔵(小河吉三郎)自刃の地に建つ。
- 「平野國臣捕縛地」碑 - 養父市上網場。
- 「多田弥太郎顕彰之碑」 - 豊岡市出石町。
- 中條右京・長曽我部太七郎の墓 - 神河町猪篠。
- 美国神社 - 宍粟市山崎町木ノ谷。「生野義挙志士最期の地」碑、「美玉・中島両氏之墓」がある。
- 「宮本池臣先生紀念之碑」- 朝来市和田山町竹田。生野義挙に協力した神主・宮本池臣を顕彰する石碑。諏訪神社参道にあり。
- 「太田雅義追慕碑」 - 朝来市和田山町竹田。農兵組織に尽力した竹田出身の太田六右衛門雅義の顕彰碑。